# 바자우족

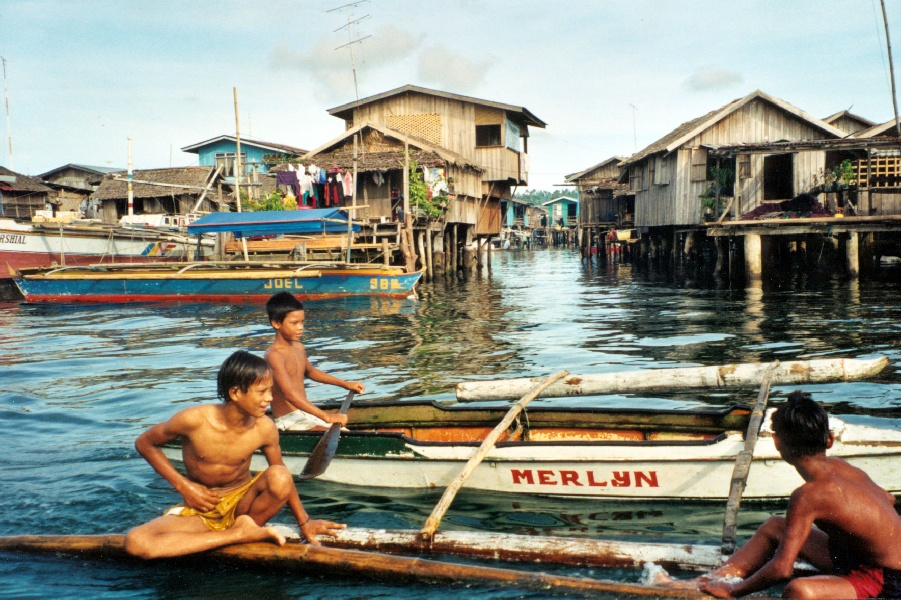
필리핀의 사마 바자우족 어린이들

사마-바자우족(Sama-Bajau)은 해양 동남아시아 지역의 민족이다. 자칭은 사마족(Sama)이고 타칭은 바자우족(Bajau)이다. 이들은 타위타위섬을 비롯한 술루 제도에 많이 분포하나 이외에도 필리핀, 인도네시아, 말레이시아의 다양한 섬들의 해안 지역에서 찾을 수 있다.
외부에 "바다 집시족"이나 "바다 유목민"으로 알려진 바자우족은 전통적으로 해상 가옥을 짓거나 배를 집 삼으며, 생애 대부분 동안 바다를 이곳저곳 떠돌며 어업과 무역으로 살아간다. 다만 "바다 유목민"이라는 말은 바자우족 외에도 유사한 생활 방식을 가진 메르귀 제도의 모켄족이나 말레이 반도 주변의 오랑 라우트에게도 쓰이는 말이다. 이들은 정치적으로 통합된 적이 없으며 하나의 민족이라기보다는 여러 부족의 통칭으로 볼 수 있다. 한편 육지에 정착하여 사는 사바주의 소수 바자우족 집단은 뛰어난 기마술을 발달시켰다.
대부분 이슬람교를 믿으나 일부 부족은 영혼과 조상을 숭배하는 등 민간 신앙으로 변질된 형태로 믿는다. 사마바자우어군으로 불리는 오스트로네시아어족 계통의 여러 언어를 사용한다.

## 같이 보기
- 모로족